# Bazincourt-sur-Saulx
Bazincourt-sur-Saulx är en kommun i departementet Meuse i regionen Grand Est (tidigare regionen Lorraine) i nordöstra Frankrike. Kommunen ligger i kantonen Ancerville som tillhör arrondissementet Bar-le-Duc. År 2022 hade Bazincourt-sur-Saulx 142 invånare.

## Befolkningsutveckling
Antalet invånare i kommunen Bazincourt-sur-Saulx
| Referens: INSEE |